# Iszmail Muszukajev
Iszmail Muszukajev (en ruso: Исмаил Мусукаев, Ismail Muskayev; (Jasania, Rusia, 28 de enero de 1993) es un deportista húngaro, nacido en Rusia, que compite en lucha libre.
Ganó tres medallas en el Campeonato Mundial de Lucha entre los años 2019 y 2023, y dos medallas en el Campeonato Europeo de Lucha, en los años 2022 y 2024.
Participó en los Juegos Olímpicos de Tokio 2020, ocupando el quinto lugar en la categoría de 65 kg.

## Palmarés internacional
| Campeonato Mundial | Campeonato Mundial     | Campeonato Mundial | Campeonato Mundial |
| Año                | Lugar                  | Medalla            | Categoría          |
| ------------------ | ---------------------- | ------------------ | ------------------ |
| 2019               | Nursultán (Kazajistán) | Medalla de bronce  | 65 kg              |
| 2022               | Belgrado (Serbia)      | Medalla de bronce  | 65 kg              |
| 2023               | Belgrado (Serbia)      | Medalla de oro     | 65 kg              |
| Campeonato Europeo |                        |                    |                    |
| Año                | Lugar                  | Medalla            | Categoría          |
| 2022               | Budapest (Hungría)     | Medalla de oro     | 65 kg              |
| 2024               | Bucarest (Rumania)     | Medalla de bronce  | 70 kg              |